# 가토 다쿠미
가토 다쿠미(일본어: 加藤 拓己, 1999년 7월 16일~)는 일본의 축구 선수이다.

## 구단 경력
그는 2022년 J1리그의 시미즈 에스펄스에 입단했다. 5월 J3리그의 SC 사가미하라로 임대 이적했다. 2023년 J2리그의 시미즈 에스펄스로 복귀했다. 2025년 SC 사가미하라로 이적했다.